# Ferrari 296 GTB
La Ferrari 296 GTB est une voiture de sport hybride rechargeable du constructeur automobile italien Ferrari produite à partir de 2021.

## Présentation

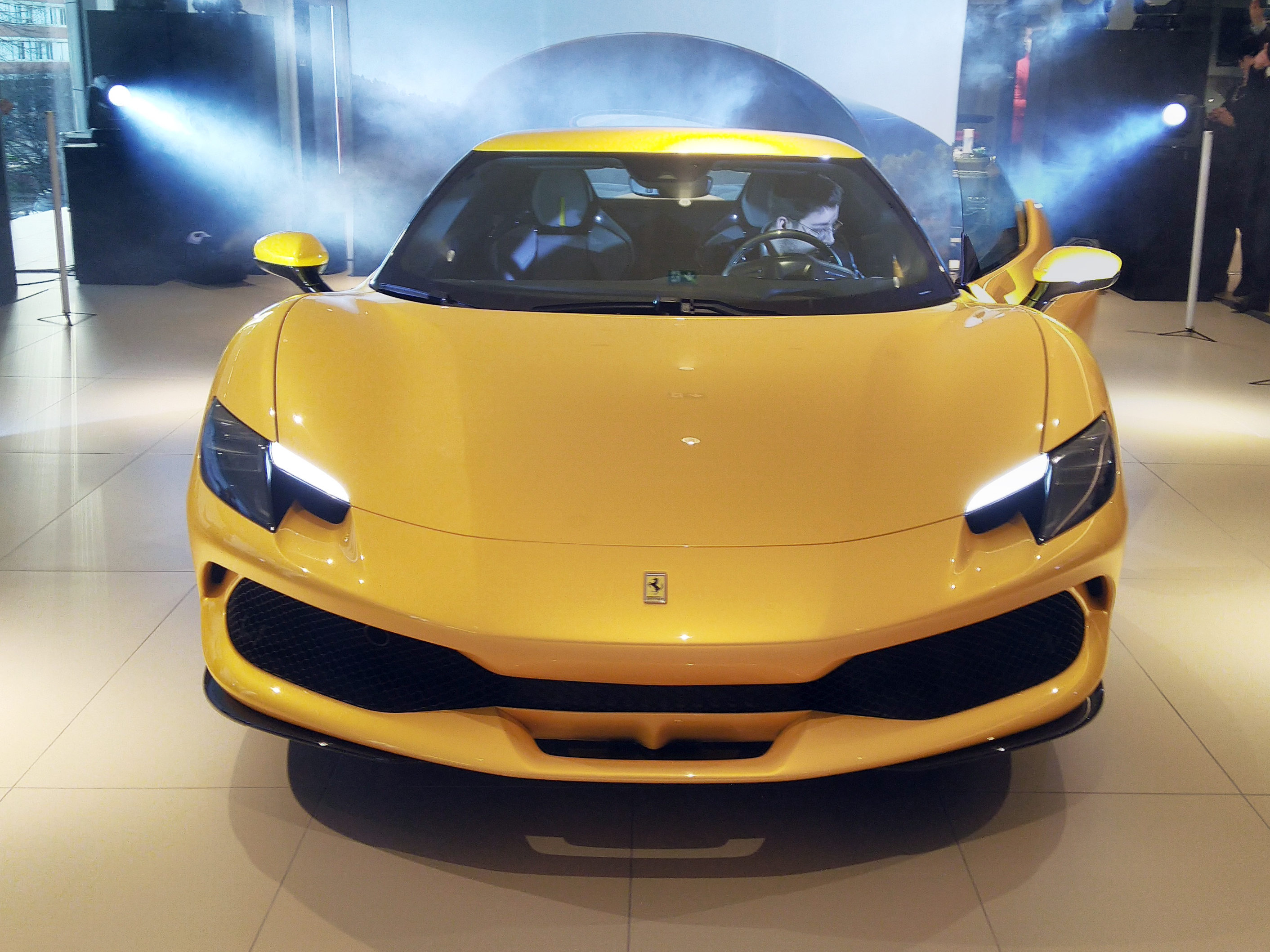
296 GTB.

La nouvelle Ferrari est nommée « 296 GTB », « 29 » pour la cylindrée, « 6 » pour le nombre de cylindres, « GTB » pour Gran Turismo Berlinetta, ou nom de code Progetto F171 lors de son développement. Elle est présentée le 24 juin 2021 et représente le retour d'une Ferrari à moteur V6 central, après la Dino 246 produite de 1969 à 1973.

### Assetto Fiorano
L'Assetto Fiorano est le kit orienté piste disponible pour la 296 GTB. Il comprend une suspension améliorée, une carrosserie en fibre de carbone et une vitre arrière en polycarbonate.

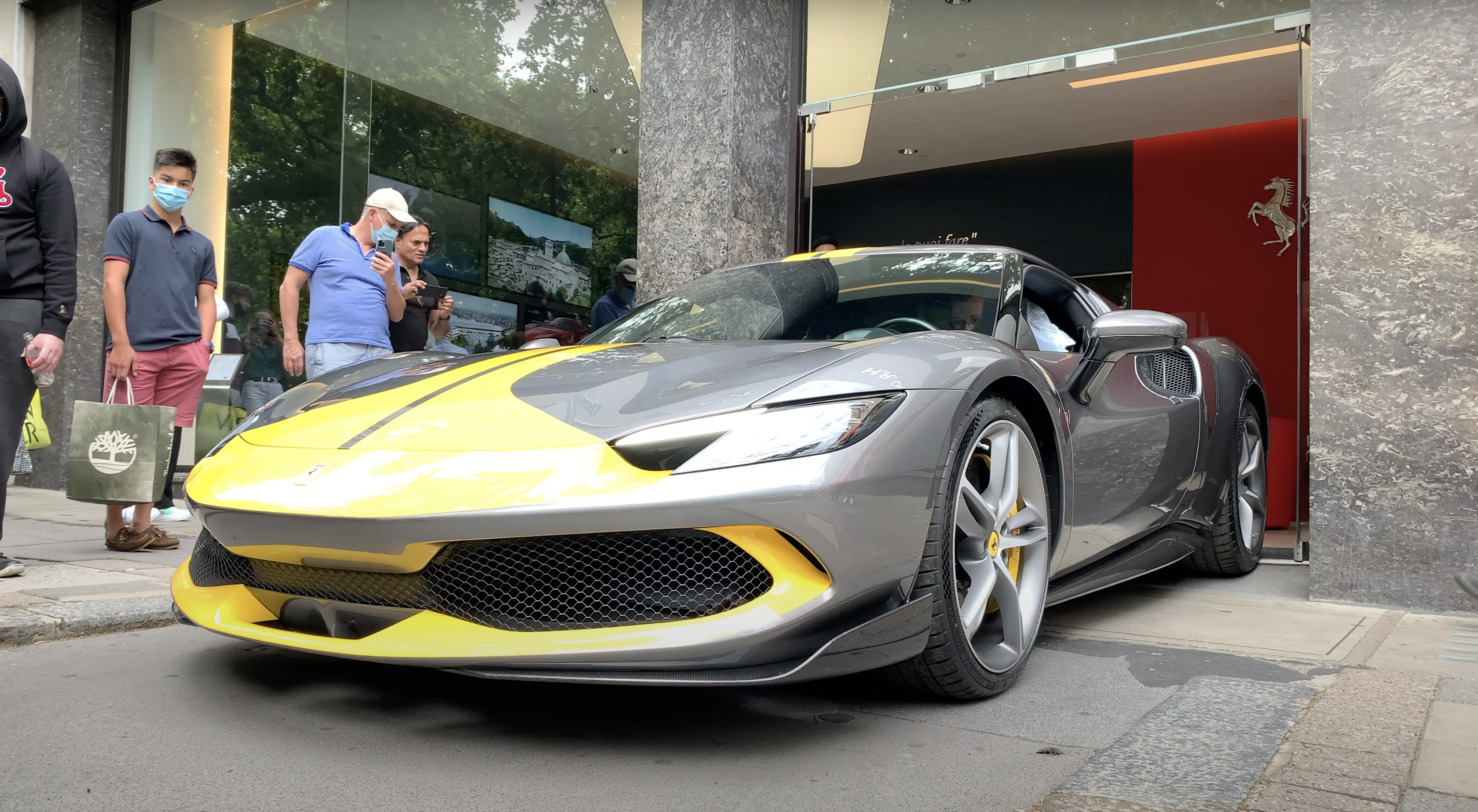
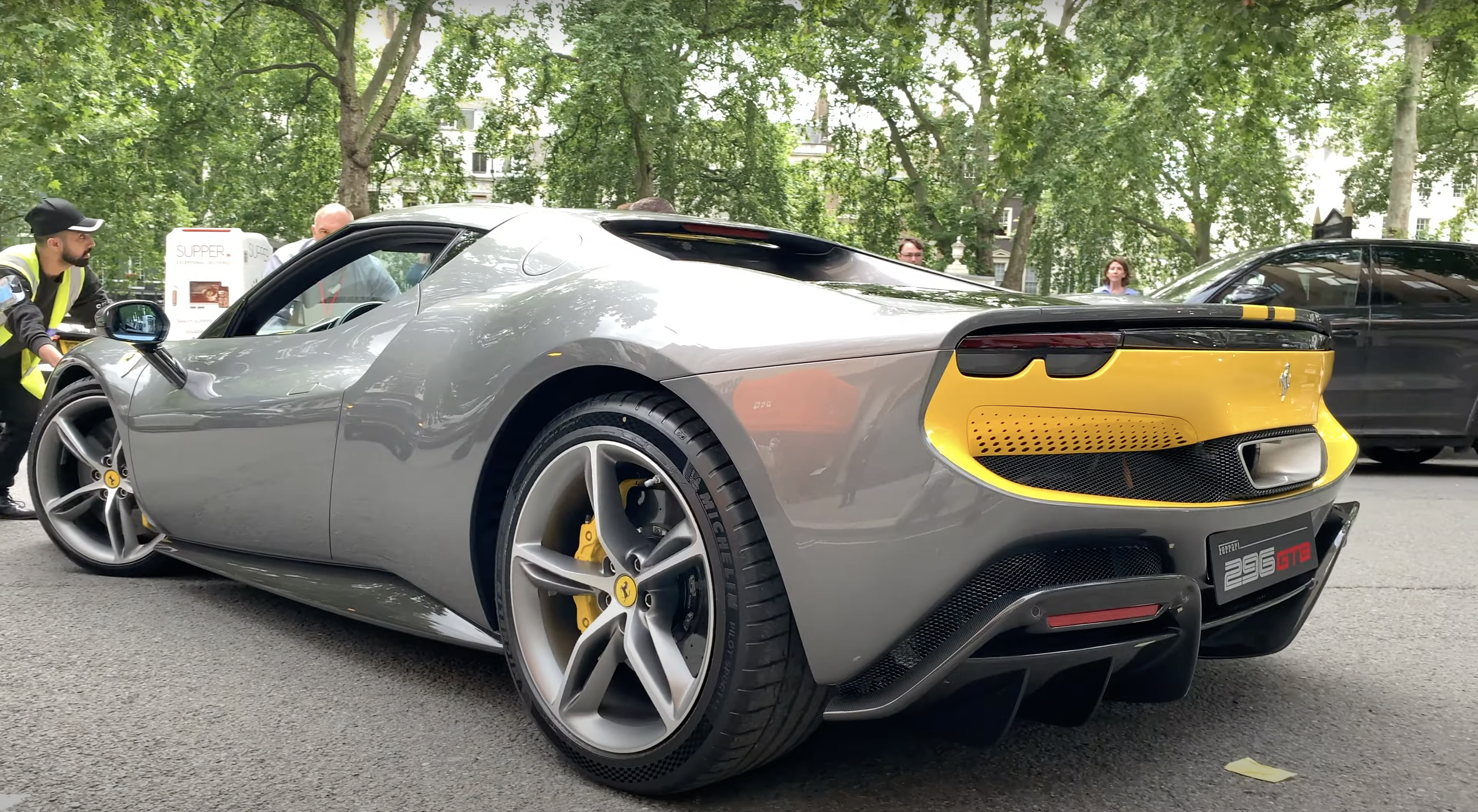

### 296 GTS
La version cabriolet de la 296 GTB est présentée le 19 avril 2022. La 296 GTS (pour Gran Turismo Scoperta) est dotée d'un toit rigide escamotable qui se replie en 14 s, jusqu’à la vitesse de 45 km/h, entre les sièges et le moteur V6. Le spider prend 70 kg par rapport au coupé, avec 1 540 kg à vide sur la balance.

## 296 Speciale
Le 29 avril 2025, Ferrari présente la 296 Speciale et sa déclinaison découvrable 296 Speciale A (pour "Aperta", ouverte en italien), qui représentent les évolutions les plus radicales des modèles 296 GTB et GTS, respectivement. Dédiées à une utilisation sportive intensive, ces deux variantes intègrent une série d’optimisations techniques et aérodynamiques issues de l’expérience acquise en compétition, notamment via la 296 Challenge et la 296 GT3.
Le groupe motopropulseur hybride conserve l’architecture V6 biturbo à 120° combinée à un moteur électrique. La puissance cumulée atteint désormais 880 chevaux (+50 ch), dont 700 chevaux sont générés par le moteur thermique à combustion interne. Ce dernier bénéficie d’une reconfiguration de la cartographie moteur, de l’introduction d’une stratégie « extra boost » empruntée à la 296 Challenge (disponible en mode Qualify via l’eManettino), et de composants allégés et renforcés, incluant bielles en titane, pistons renforcés, vilebrequin, carter et bloc moteur allégés. Le système de refroidissement est optimisé (+12 % de taille des conduits), et la pression de combustion est augmentée de 7 %.
Le moteur électrique développe jusqu’à 180 chevaux en mode "extra boost" (154 ch en usage standard) pour un couple maximal de 315 Nm, tout en conservant une autonomie en mode 100 % électrique de 25 km. L’ensemble reste fidèle à une architecture à propulsion et est associé à une boîte à double embrayage à huit rapports, exploitant le couple électrique pour des passages de vitesse plus rapides.
Le châssis et la carrosserie ont également été repensés en profondeur. Le poids à sec est réduit de 60 kg par rapport à la 296 GTB, atteignant 1410 kg pour la version coupé et 1490 kg pour la version A, soit un gain de 50 kg par rapport à la GTS. La répartition des masses reste fixée à 40/60. Le véhicule est abaissé de 5 mm, ce qui réduit l’angle de roulis maximal de 13 % dans les virages. La suspension adopte des amortisseurs Multimatic réglables issus de la 296 GT3 ainsi que des ressorts en titane allégés.
L’aérodynamique a fait l’objet d’un développement approfondi : l’appui est accru de 20 %, atteignant 435 kg à 250 km/h, grâce à un aileron arrière actif introduisant un mode intermédiaire de charge aérodynamique (Medium Downforce), en plus des modes Low et High existants. Le passage entre ces différents réglages est désormais 50 % plus rapide. De nouveaux éléments aérodynamiques, tels que des ailes latérales, un diffuseur arrière inédit, et un soubassement redessiné inspiré de la 296 Challenge, permettent d’optimiser à la fois l’appui et la réduction de traînée.
Le système de freinage bénéficie d’un refroidissement amélioré par l’intégration de conduits inspirés de la Ferrari F80, recueillant l’air depuis le soubassement et les projecteurs pour l’acheminer vers les étriers. Les pneumatiques sont des Michelin Pilot Sport Cup 2 spécifiques.
Sur le plan stylistique, la 296 Speciale se distingue par un échappement positionné au-dessus du diffuseur, un capot moteur noir traité de manière technique avec une maille métallique, et une nouvelle teinte de carrosserie exclusive, Verde Nürburgring. L’habitacle est largement épuré, avec un usage massif de la fibre de carbone et de l’Alcantara. Les contre-portes sont constituées d’un seul bloc de carbone spécifique à cette version.
La vitesse maximale dépasse 330 km/h, le 0 à 100 km/h est abattu en 2,8 secondes, le 0 à 200 km/h en 7,0 secondes, et le freinage de 200 à 0 km/h est réalisé en 106 mètres. Le temps au tour sur le circuit de Fiorano est établi à 1 minute et 19 secondes.
Les prix de lancement sont fixés à 407 000 euros pour la 296 Speciale et 462 000 euros pour la 296 Speciale A, hors options et hors taxes, positionnant ces modèles à la lisière du segment des supercars, bien que produits en série non limitée.

## Caractéristiques techniques
Le constructeur propose un pack Assetto Fiorano en option pour des performances optimisées sur circuit avec une masse réduite de 15 kg. Il comprend des pneus Michelin Pilot Sport Cup 2R, des amortisseurs réglables pour la piste et des pièces de carrosserie en carbone.

### Motorisation

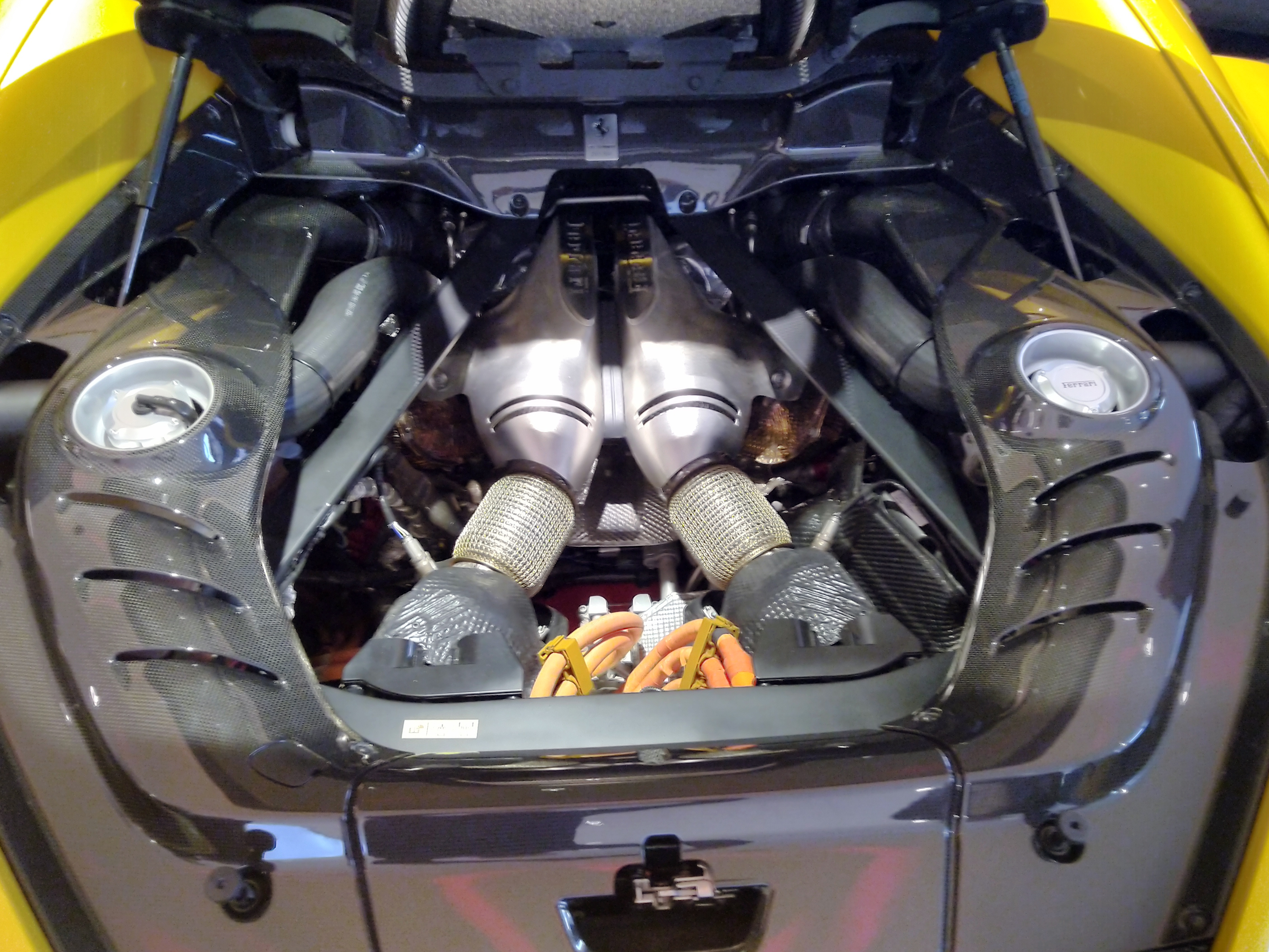
V6 hybride essence rechargeable.

Elle est le 2e véhicule hybride de la marque et la première à être dotée d'un V6 hybride essence rechargeable, après la SF90 Stradale qui reçoit une motorisation V8 hybride rechargeable. La LaFerrari, motorisée par un V12 hybride de 963 ch, avait lancé l'électrification de la gamme avec son système électrique de récupération de l'énergie cinétique qui n'a qu'une fonction de boost et non de moteur de traction hybride.
La Ferrari 296 GTB est dotée du moteur F163 du constructeur, un moteur V6 à turbocompresseur de 2,9 L, avec cylindres et turbines à 120° placés à l'intérieur du V, délivrant 663 ch (à 8 000 tr/min), qui est couplé à un moteur électrique d'une puissance 167 ch. Le couple cumulé est de 900 N m. Sa puissance spécifique de 221 ch/l est la plus élevée pour une voiture de série.

L'unité MGU-K, flux axial avec double rotor et simple stator, est montée entre la boîte de vitesses et le moteur à combustion interne. La batterie de 7,45 kWh, située en dessous de la voiture, offre à la 296 GTB une autonomie de 25 km en mode électrique.

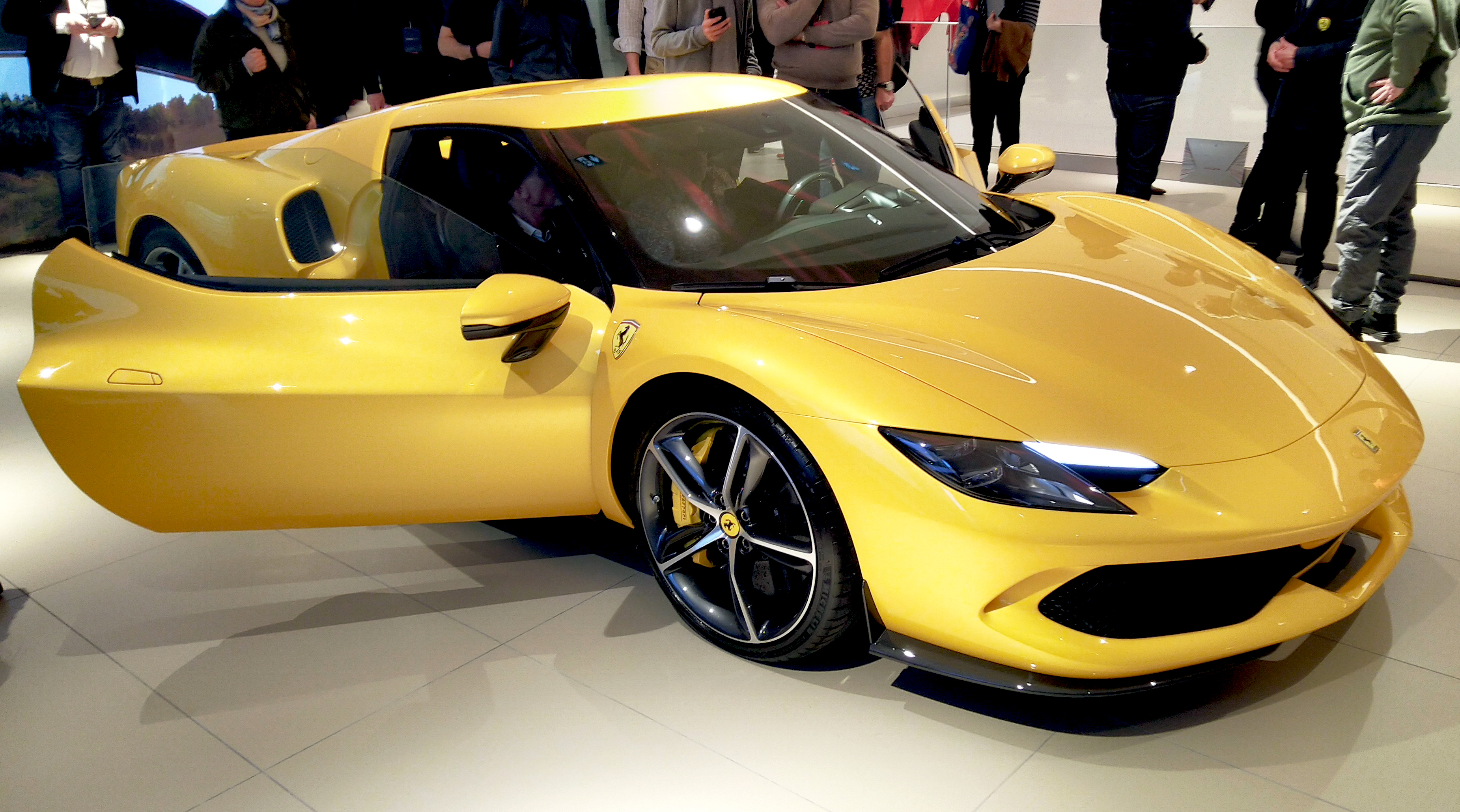
Vue 3/4 face.

| Logo de Ferrari                 | 296 GTB                                                          |
| ------------------------------- | ---------------------------------------------------------------- |
| Moteur                          | V6 à 120° bi-turbo                                               |
| Cylindrée (cm3)                 | 2992                                                             |
| Puissance maximale (ch) [kW]    | thermique : 663 [487] électrique : 167 [122] cumulée : 830 [610] |
| au régime de (tr/min)           | 8 000                                                            |
| Couple maximal (N m)            | thermique : 740 électrique : 315 cumulé : 900                    |
| au régime de (tr/min)           | 6 250                                                            |
| Boîte de vitesses               | Robotisée à double embrayage 8 rapports (F1 DCT8)                |
| Transmission                    | Propulsion                                                       |
| Vitesse maximale (km/h)         | thermique : 330 électrique : 135                                 |
| 0-100 km/h (s)                  | 2,9                                                              |
| 0-200 km/h (s)                  | 7,3 (GTB) 7,6 (GTS)                                              |
| Masse à vide (kg)               | 1485 à 1470 (Assetto Fiorano) 1540 (GTS)                         |
| Consommation (L/100 km)         | 6,4                                                              |
| Capacité du réservoir (L)       | 65                                                               |
| Dimensions des pneumatiques     | Avant : 245/35 R20 Arrière : 305/35 R20                          |
| Émissions de CO2 (g/km)         | 149                                                              |
| Batterie                        |                                                                  |
| Type                            | lithium-ion                                                      |
| Capacité (kWh)                  | 7,45                                                             |
| Autonomie (km)                  | 25                                                               |
| Temps de recharge               |                                                                  |
| Sur une prise domestique 2,3 kW | 4h00                                                             |

## Compétition

### 296 Challenge
La 296 Challenge a été dévoilée le 28 octobre 2023 pendant les Finali Mondiali 2023. Elle remplace la 488 Challenge Evo et est cette fois uniquement alimentée par le V6 biturbo de la version de route.

### 296 GT3
La 296 GT3 a été dévoilée le 29 juillet 2022 pendant les 24 Heures de Spa 2022. Remplaçante de la 488 GT3, elle est équipée du V6 biturbo de la 296 GTB sans le moteur électrique.